# Optimisme
Optimisme er en indstilling til at tro på en positiv udvikling i en bestemt sag eller i al almindelighed
| Sprog | Spire Denne artikel om sprog er en spire som bør udbygges. Du er velkommen til at hjælpe Wikipedia ved at udvide den. |